# Тарумидзу
Таруми́дзу (яп. 垂水市 Тарумидзу-си) — город в Японии, находящийся в префектуре Кагосима. Площадь города составляет 162,03 км², население — 15 982 человека (1 августа 2014), плотность населения — 98,64 чел./км².

## Географическое положение
Город расположен на острове Кюсю в префектуре Кагосима региона Кюсю. С ним граничат города Кагосима, Каноя, Кирисима.

## Население
Население города составляет 15 982 человека (1 августа 2014), а плотность — 98,64 чел./км². Изменение численности населения с 1980 по 2005 годы:
| 1980 | 24 179 чел. |  |
| 1985 | 23 504 чел. |  |
| 1990 | 22 264 чел. |  |
| 1995 | 20 933 чел. |  |
| 2000 | 20 107 чел. |  |
| 2005 | 18 928 чел. |  |

## Символика
Деревом города считается сосна, цветком — рододендрон.